# Essequebo (kolonie)
Essequebo (Engels: Essequibo) was van 1616 tot 1815 een Nederlandse kolonie in de regio van de gelijknamige rivier aan de noordelijke kust van Zuid-Amerika. De kolonie vormde onderdeel van de koloniën die ook bekend zijn onder het verzamelbegrip Nederlands-Guiana.

## Geschiedenis
Essequebo ontstond uit de eerste Zeeuwse kolonie Pomeroon, die waarschijnlijk in 1596 door Spanjaarden en lokale strijders werd verwoest. De Zeeuwen trokken daarop onder leiding van Joost van der Hooge naar een eiland in de rivier de Essequebo (eigenlijk in de zijrivier de Mazaruni) om zich op deze strategischer gelegen plek opnieuw te vestigen om er ruilhandel te drijven met de lokale bevolking. Hij maakte gebruik van een daar aanwezig verwoest Portugees fort en bouwde er met geld van de WIC van 1616 tot 1621 een nieuw fort dat hij 'Fort Ter Hoogen' doopte, maar onder de bevolking al snel bekend kwam te staan als 'Fort Kyk-over-al'. Hier was vanaf 1621 de vertegenwoordiger van de WIC gevestigd en het bestuur van de hele kolonie, inclusief de gouverneur.
De kolonie werd aanvankelijk Nova Zeelandia of Zelandia Nova genoemd, maar al snel kwam de naam Essequebo in gebruik. Op de zuidelijke oever van de rivier werd het gehucht Cartabo gebouwd met 12 tot 15 huizen. Aan de rivier werden plantages aangelegd waar slaven katoen, indigo en cacao verbouwden. Op Forteiland of '(Groot) Vlag(gen) Eiland', iets stroomafwaarts, werd een fort genaamd Fort Zeelandia gebouwd. Vanaf 1624 werd het gebied permanent bewoond door kolonisten en vanaf 1632 kwam het met Pomeroon onder het bestuur van de Kamer van de WIC van Zeeland. In 1657 werd het gebied door de Kamer overgedragen aan de Walcherse steden Middelburg, Veere en Vlissingen, die er de 'Directie der Nieuwe Colonie op Isekepe' vestigden. Pomeroon werd vanaf toen 'Nova-Zeelandia' genoemd.
In 1658 maakte cartograaf Cornelis Goliath een kaart van de kolonie. Het plan bestond er een stad genaamd 'Nieuw Middelburg' te stichten, maar de Tweede Engels-Nederlandse Oorlog (1665-1667) maakte dit onmogelijk. Essequebo werd in 1665 net als de overige Nederlandse kolonies in Guyana veroverd door de Britten en vervolgens geplunderd door de Fransen. Een jaar later stuurden de Zeeuwen een eskader schepen om het te heroveren. Terwijl de Surinaamse kolonies werden heroverd door Abraham Crijnssen werd het inmiddels verlaten Essequebo vanuit Fort Nassau bezet door Matthys Bergenaar. In 1670 nam De Kamer van de WIC in Zeeland het bestuur weer over. De Nederlandse koloniën in het gebied kregen het daarop zwaar te verduren onder invloed van de Negenjarige Oorlog (1688-1697) en de Spaanse Successieoorlog (1701-1714), die vijandelijke kapers naar het gebied brachten. In 1689 werd Pomeroon verwoest door Franse zeerovers en werd niet weer opgebouwd.
De Kamer van de WIC in Zeeland behield de macht, hetgeen soms leidde tot kritiek van de Kamer van de WIC in Amsterdam, die er ook plantages wilde beginnen. De Zeeuwen hadden echter de kolonie zelf gesticht en nadat ze Essequebo onder leiding van commandeur Bergenaar opnieuw innamen in 1666, beschouwden ze zich als rechtmatige bestuurders van het gebied. In 1718 werd de Raad van Politie en Justitie opgericht in Huist Nabi. De raad bestond uit de Commandeur (Gouverneur), de Secretaris en twee plantagehouders die bij de West-Indische Compagnie waren aangesloten, en had tot taak de kolonie te besturen en recht te spreken. In 1732 kreeg de raad wetgevende macht.

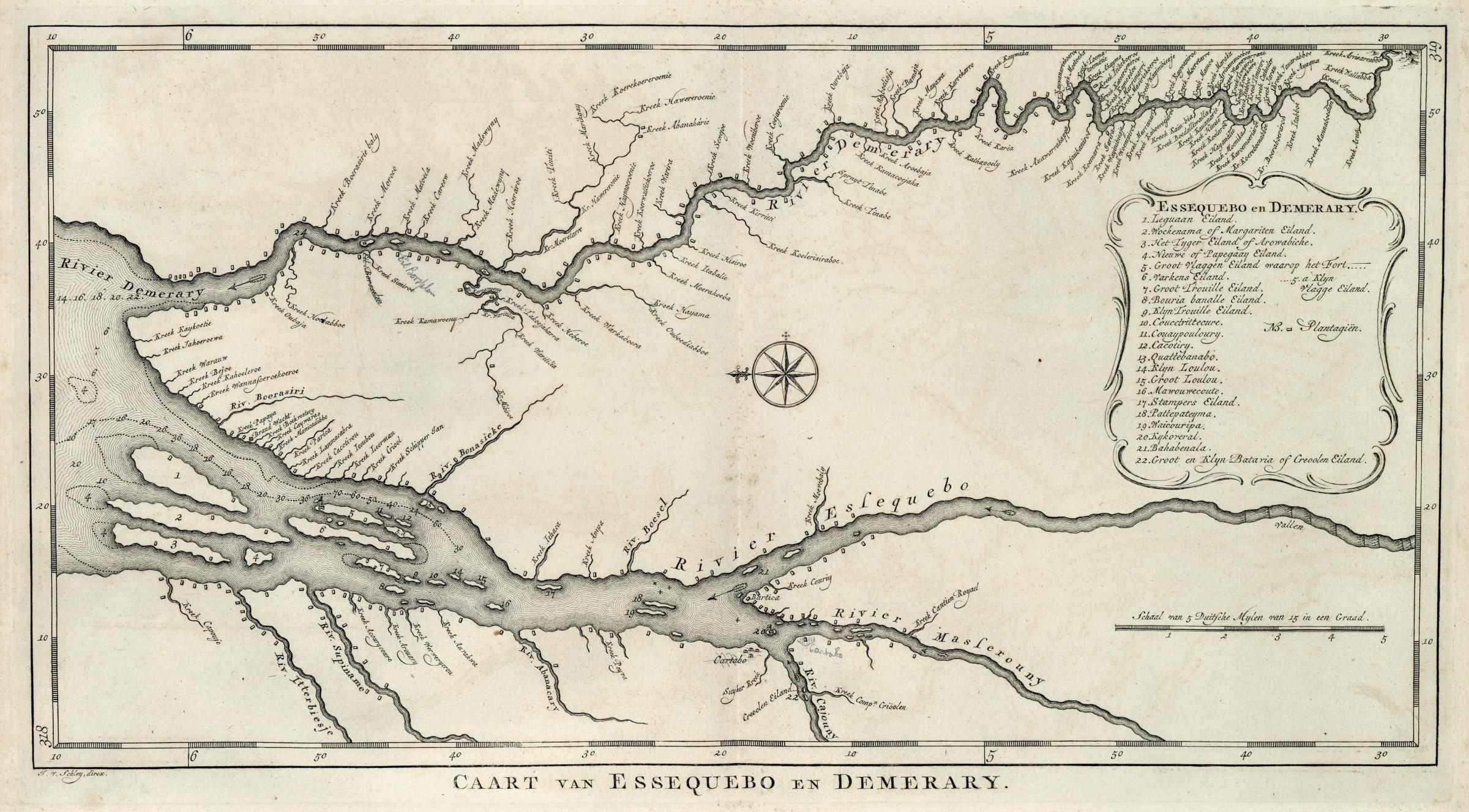
Kaart van Essequebo en Demerary ca. 1770

Onder gouverneur Laurens Storm van 's Gravesande kwamen vanaf 1740 ook Engelse planters naar de kolonie. Vanaf 1745 nam het aantal plantages langs de Demerary en haar zijrivieren snel toe, vooral Britse kolonisten vestigden zich daar vanuit Barbados. Vanaf 1750 kregen ze een eigen vertegenwoordiger bij het koloniaal bestuur. Rond 1780 werd een kleine hoofdplaats aan de monding van de Demerary gesticht, die in 1784 de naam Stabroek had, naar Nicolaas Geelvinck, heer van Stabroek en opperbewindvoerder van de WIC. Van 27 februari 1781 tot februari 1782 werd de kolonie bezet door de Fransen. In 1796 werd het gebied definitief door de Britten bezet.
In 1800 telden Essequebo en Demerary gezamenlijk ongeveer 380 suikerrietplantages.
Bij de Vrede van Amiens herkreeg Nederland de kolonie Essequebo kortstondig tussen 1802 en 1803, maar de Britten bezetten het gebied opnieuw. In 1812 werd Stabroek door de Britten hernoemd tot Georgetown. Essequebo werd Brits territorium op 13 augustus 1814 als onderdeel van het Verdrag van Londen, en werd samengevoegd met de kolonie van Demerary. De overdracht werd op 20 november 1815 officieel.Op 21 juli 1831 werd Demerary-Essequebo verenigd met Berbice tot Brits-Guiana.
Volgens het Centre for the Study of the Legacies of British Slavery telde Essequibo tezamen met Demerary 362 plantages. Veel daarvan waren en bleven in Nederlandse handen na de machtsovername door de Engelsen. In 1819 overhandigde Nederland een uitgebreide lijst van Nederlandse plantages in Berbice, Demerarij en Essequebo aan de Engelsen.

## Bestuurders

### Gouverneurs
- Adrian Groenewegen (1616-1624)
- Jacob Conijn (1624-1627)
- Jan van der Goes (1627-1638)
- Cornelis Pieterszoon Hose (1638-1641)
- Andriaen van der Woestijne (1641-1644)
- Andriaen Janszoon (1644-16..)
- Aert Adriaenszoon Groenewegel (1657-1664)
- John Scott (1665-1666)
- Crynssen (1666)
- Adriaen Groenewegel (1666)
- Baerland (1667-1670)
- Hendrik Bol (1670-1676)
- Jacob Hars (1676-1678)
- Abraham Beekman (1678-1690)
- Samuel Beekman: 2 november 1690 tot 10 december 1707
- Peter van der Heyden Resen: 10 december 1707 tot 24 juli 1719
- Laurens de Heere: 24 juli 1719 tot 12 oktober 1729
- Hermanus Gelskerke († 1742): 12 oktober 1729 tot april 1742
- Laurens Storm van 's Gravesande († 1775): april 1742 tot 1752, actief tot 1743
- Robert Nicholson: 27 februari 1781 tot 1782
- Abraham Jacob van Imbijze van Batenburg: 22 april 1796 tot 27 maart 1802

### Commandanten
- Albert Siraut des Touches (1784)
- Johannes Cornelis Bert (1784-1787)
- Albertus Backer (1e keer) (1787-1789)
- Gustaaf Eduard Meijerhelm (1789-1791)
- Matthijs Thierens (1791-1793)
- Albertus Backer (2e keer): 1793 tot 22 april 1796
- George Hendrik Trotz: 27 maart 1802 tot september 1803

### Directeurs-generaal
- Laurens Storm van 's Gravesande: 1752 tot 2 november 1772
- George Hendrik Trotz: 2 november 1772 tot 1781

## Overblijfselen van de Zeeuwse koloniale periode
Fort Kyk-over-al op het gelijknamige eilandje verviel langzaam onder invloed van de elementen. Na afloop van het slepende grensconflict tussen Venezuela en Brits-Guiana trok begin 20e eeuw een groep Nederlanders naar het eiland om de Nederlandse herkomst te bewijzen. Het eiland werd toen ontdaan van begroeiing waardoor de fundamenten van het voormalige fort bloot kwamen te liggen. In 1997 werd het fort met behulp van Guyaanse gevangenen opnieuw blootgelegd. De Guyaanse overheid liet een steiger aanleggen en maakte het eiland zo toegankelijk voor toeristen. De poort van Fort Kyk-over-al staat nog overeind. De ruïne van Fort Zeelandia op Forteiland is het best bewaard gebleven Zeeuwse fort in Guyana en een der oudste overblijfselen van de Zeeuwse aanwezigheid in het land. De Raad van Politie werd begin 21e eeuw met Nederlandse financiële hulp gerestaureerd. Het fungeert sindsdien als "Dutch Heritage Museum".
Gouvernementen: Goudkust* · Nederlands Brazilië · Nederlandse Antillen · Nederlands-Guiana (Berbice* · Cayenne · Demerary* · Essequebo* · Pomeroon · Suriname*) · Nieuw-Nederland
Gebieden met een directeur: Maagdeneilanden
Gebieden met een baron: Tobago (geleend aan Cornelis Lampsins)
Factorijen / handelsposten: Arguin · Loango-Angolakust · Senegambia · Slavenkust
Gouvernementen: Amboina* · Banda* · Batavia* · Ceylon · Coromandelkust* · Formosa · Java's Noordoostkust* · Kaapkolonie* · Makassar* · Malakka* · Mauritius · Molukken*
Directoraten: Vestingen in Bengalen · Vestingen in Perzië · Suratte
Commandementen: Bantam* · Malabar · Sumatra's Westkust*
Residenten: Bandjarmasin* · Cheribon* · Palembang* · Pontianak*
Gebieden met een opperhoofd: Birma · Dejima* · Vestingen in Siam · Timor · Tonquin
Factorijen: Vestingen in China
Nederzettingen: Amsterdam eiland (incl. Smeerenburg) · Jan Mayen
Vestingen: Acadia · Fort Nassau · Zoutpannen in Venezuela
*: Gebieden ook in handen van de Bataafse Republiek geweest.